# Fireball
„Fireball“ (в буквален превод „Огнена топка“, изговаря се Файърбол) е петият студиен албум на британската хардрок група Дийп Пърпъл, издаден през юли 1971 г. Албумът е записан в периода септември 1970 – юни 1971 г. в De Lane Lea Studios и Olympic Studios Лондон, като достига в музикалните класации на Англия до първо място, а в САЩ – 32. Хит сингълът „Strange Kind of Woman“, който присъства на мястото на „Demon's Eye“ в американското и японското издание, достига до номер 8 в класацията на Billbord.

## Песни
1. „Fireball“ – 3:25
2. „No No No“ – 6:54
3. „Demon's Eye“ – 5:19
4. „Anyone's Daughter“ – 4:43
5. „The Mule“ – 5:23
6. „Fools“ – 8:21
7. „No One Came“ – 6:28

## Музиканти
- Ричи Блекмор – соло китара
- Джон Лорд – клавирни
- Роджър Глоувър – бас китара
- Иън Пейс – ударни
- Иън Гилан – вокал

## Екип
- Продуциран от Deep Purple
- Тонрежисьор – Мартин Бирч
- Ремастеринг – Пийтър Мю